# جنيفر أوكونور
جنيفر أوكونور (بالإنجليزية: Jennifer O'Connor)‏ هي لاعبة كرة الشبكة أسترالية، ولدت في 13 أبريل 1984.